# Valley Hi (Ohio)
Pour les articles homonymes, voir Valley Hi.
Valley Hi est un village américain situé dans le comté de Logan, dans l’Ohio. Selon le recensement de 2010, sa population est de 212 habitants.